# آلبرت ولنتاین
آلبرت ولنتاین (انگلیسی: Albert Valentine; ۳ ژوئن ۱۹۰۷ – ۱۲ مارس ۱۹۹۰) بازیکن فوتبال بود.
از باشگاه‌هایی که در آن بازی کرده‌است می‌توان به باشگاه فوتبال ساوتپورت، باشگاه فوتبال کاردیف سیتی، باشگاه فوتبال کرو آلکساندرا، باشگاه فوتبال آکرینگتون استنلی، باشگاه فوتبال دونکستر راورز، باشگاه فوتبال استوک‌پورت کانتی، و باشگاه فوتبال مکلسفیلد تاون اشاره کرد.